# Álvaro Martínez Lobato
Álvaro Martínez Lobato (geboren am 31. Dezember 1999 in Valladolid) ist ein spanischer Handballspieler, der auf der Spielposition am Kreis eingesetzt wird.

## Vereinskarriere
Álvaro Martínez debütierte im Jahr 2017 mit der Mannschaft von Recoletas Atlético Valladolid in der Liga Asobal, Spaniens höchster Spielklasse. Seit der Spielzeit 2017/2018 steht er ununterbrochen bei dem Verein aus Valladolid unter Vertrag. Nach der Saison 2024/2025 verließ er Atlético Valladolid und wechselte zum Ligakonkurrenten BM Logroño La Rioja wechseln.

## Auswahlmannschaften
Sein erstes Spiel für eine Auswahl der RFEBM absolvierte er am 28. Juni 2019 gegen die Auswahl Deutschlands mit der Juniorennationalmannschaft Spaniens. Er nahm an der U-21-Weltmeisterschaft 2019 (10. Platz) teil. Bis Juli 2019 wurde er in zwölf Länderspielen des Teams eingesetzt und erzielte dabei neun Tore.

## Privates
Sein Zwillingsbruder Miguel Martínez spielt ebenfalls Handball.